# Metopoceras ioptera
Metopoceras ioptera är en fjärilsart som beskrevs av Edward P. Wiltshire 1977. Metopoceras ioptera ingår i släktet Metopoceras och familjen nattflyn. Inga underarter finns listade i Catalogue of Life.